# Płaskosze
Płaskosze (Exobasidiomycetes Begerow et al.) – klasa podstawczaków (Basidiomycota), której typem nomenklatorycznym jest Exobasidium.

## Systematyka
Klasa Exobasidiomycetes została utworzona przez Dominika Begerowa, Matthiasa Stolla i Roberta Bauera w artykule A phylogenetic hypothesis of Ustilaginomycotina based on multiple gene analyses and morphological data opublikowanym w „Mycologia” z 2006:

Exobasidiomycetes Begerow, Stoll & R. Bauer, class. nov. (= Exobasidiomycetidae Jülich emend. R Bauer & Oberw., in Bauer et al 1997)
   Fungi Ustilaginomycotinorum zonis interactionis localibus; hyphis glomeratis intracellularibus absentibus.

Według CABI databases bazującej na Dictionary of the Fungi do klasy Exobasidiomycetes należą:
- podklasa Exobasidiomycetidae Jülich 1982
  - rząd Ceraceosorales Begerow, M. Stoll & R. Bauer 2007
  - rząd Doassansiales R. Bauer & Oberw. 1997
  - rząd Entylomatales R. Bauer & Oberw. 1997
  - rząd Exobasidiales Henn. 1898 – płaskoszowce
  - rząd Franziozymales Q.M. Wang, Begerow & M. Groenew. 2022
  - rząd Georgefischeriales R. Bauer, Begerow & Oberw. 1997
  - rząd Golubeviales Q.M. Wang, D. Begerow, F.Y. Bai & T. Boekhout 2015
  - rząd Microstromatales R. Bauer & Oberw. 1997
  - rząd Robbauerales Boekhout, Begerow, Q.M. Wang & F.Y. Bai 2015
  - rząd Tilletiales Kreisel ex R. Bauer & Oberw. 1997 – śnieciowce[3].
- podklasa Incertae sedis
  - rząd Golubeviales Q.M. Wang, F.Y. Bai, Begerow & Boekhout 2015